# Aeroportul Municipal Los Banos
Aeroportul Municipal Los Banos (IATA: LSN, ICAO: KLSN, FAA LID: LSN) este un aeroport din California, Statele Unite ale Americii.
Situat la o altitudine de 37 m, aeroportul dispune de 1 pistă.

## Infrastructură

### Piste
Aeroportul dispune de o singură pistă. Pista 14/32 are suprafața de asfalt și dimensiunile 3.801 picioare × 75 picioare. 